# Enab Baladi
Enab Baladi (en arabe : عنب بلدي) est une association syrienne de médias à but non lucratif établie à Daraya, en Syrie, en 2011.

## Histoire et fondation
Le journal Enab Baladi (ou « Les raisins de mon pays », hommage à la production viticole de la région) est lancé pour la première fois en 2011 par un groupe de journalistes citoyens et de militants de Daraya, une ville syrienne de la banlieue de Damas. La majorité des rédacteurs sont des femmes. Le 29 janvier 2012, le numéro 0 est publié, marquant le début d'un journal révolutionnaire. Depuis lors, il est publié chaque dimanche, avec un arrêt de deux semaines en août 2012 en raison du massacre commis à Daraya par les forces d'Assad. L'un des fondateurs, Nabil Shurbaji, arrêté par les services de sécurité syriens, meurt en détention, sous la torture.
Chaque semaine, un nouveau numéro du journal Enab Baladi est publié. D'abord, les journalistes-citoyens impriment des centaines d'exemplaires en secret et les distribuent discrètement, sachant que s'ils étaient arrêtés, ils seraient probablement tués sur place. Le processus de publication prend deux formes : imprimé et numérique. La version imprimée est distribuée en Syrie, car Enab Baladi imprime environ 7000 exemplaires chaque semaine et les distribue dans les parties nord de la Syrie (Alep et banlieues, Lattaquié et banlieues, Idlib et banlieues) et en Turquie, aux réfugiés syriens. L'impression a lieu en Turquie puis est expédiée en Syrie. Enab Baladi avait l'habitude d'imprimer et de distribuer dans le sud de la Syrie, mais après que les forces d'Assad aient détruit son bureau et son équipement à Daraya, l'équipe a été forcée de commencer à imprimer et à distribuer dans le nord de la Syrie, et des journalistes ont dû fuir. La version PDF du journal atteint des centaines de milliers d'abonnés et de fans, que ce soit par le biais de la liste de distribution électronique, du site Web d'Enab Baladi et / ou des pages de réseaux sociaux, dont plus de 0,65 million de fans sur Facebook.

## Objectif et reconnaissance
La mission d'Enab Baladi est d'informer la population de manière objective, de jouer un rôle dans l'éducation des citoyens syriens à travers des reportages d'intérêt public approfondis, y compris de journalisme d'investigation et des reportages pour élever des sujets sociaux importants au niveau local. Enab Baladi contribue à faire avancer une société démocratique en Syrie en produisant un journalisme indépendant et fiable qui informe le public syrien sur des questions importantes.
Depuis sa création au cours de la première année du soulèvement syrien, fin 2011, Enab Baladi (EB) s'est concentré sur la promotion des méthodes de résistance citoyenne pacifique pour contrer les récits sectaires et violents de la propagande du régime syrien. Enab Baladi a réussi à fournir au peuple syrien des informations fiables sur les événements en Syrie grâce à son hebdomadaire. La couverture d'Enab Baladi comprend les violations des droits de l'homme, notamment perpétrées par le régime syrien, ainsi que la création de la société civile syrienne naissante, en plus de diverses nouvelles et sujets dans les domaines de la politique, de l'économie et des affaires sociales.
Selon Courrier International, « Enab Baladi publie des articles et des reportages de bonne qualité et n'hésite pas à critiquer même certains mouvements rebelles. On est vraiment loin de la langue de bois de la presse officielle syrienne ».
En 2021, France Info décrit Enab Baladi comme un « site bilingue, désormais basé hors de Syrie, (qui) fait partie des nouveaux médias arabes ».

## Développement et croissance
Le journal est passé d'une organisation dirigée par des amateurs jusqu'à devenir l'une des organisations médiatiques syriennes les plus importantes selon la page de profil de BBC Syria. Actuellement, Enab Baladi publie plusieurs produits, Enab Baladi Weekly Newspaper, le site Web Enab Online News Service, The Syrian Print-Media Archive et un site Web d'actualités en anglais. Ces projets sont soutenus par un réseau de reporters et de journalistes qui s'efforcent de fournir des reportages fiables sur le terrain en Syrie.
Enab Baladi a réussi à attirer l'attention de nombreux médias locaux et internationaux. Son histoire est apparue sur la BBC, France 24 Channel, Spiegel Online International, The Guardian, Al-Arabiya et Al-Jazeera, entre autres. Le magazine français Elle a publié un article sur l'équipe féminine dEnab Baladi, « La « bande de filles » qui risquent leur vie pour couvrir l'intérieur d'une zone de guerre ». Une dizaine de femmes travaillent comme journalistes, éditrices et traductrices pour EB. L'article dElle raconte l'histoire de l'une d'entre elles, Kholoud Waleed, et met en évidence le rôle que les femmes ont joué dans la création du journal, les défis qu'elles ont rencontrés pendant leur travail de journalistes- citoyennes en Syrie et le succès qu'elles ont remporté.

## Partenariats, alliances et coalitions
Enab Baladi noue des relations avec de nombreuses organisations internationales telles que National Endowment for Democracy, Internews, Free Press Unlimited, European Endowment for Democracy, l'Association de Soutien aux Médias Libres, Adopt a Revolution, L'agence française de coopération médias, Norwegian People's Aid et le soutien aux médias internationaux .
Enab Baladi a également rejoint de nombreuses alliances et coalitions :
- L'Alliance du journalisme éthique pour la Syrie (EJSA) en partenariat avec plus de 30 organisations médiatiques syriennes indépendantes, financée par Free Press Unlimited. L'alliance vise à restaurer et à améliorer les droits fondamentaux de la liberté de parole, de pensée et d'expression en Syrie via une approche multiple.
- La Coalition internationale des sites de conscience (ICSC), qui met en œuvre un projet de documentation du patrimoine verbal du conflit syrien en partenariat avec Enab Baladi.
- Le Réseau syrien pour les médias imprimés (SNP) avec quatre autres journaux indépendants syriens, par l'intermédiaire desquels EB imprime et distribue ses numéros à l'intérieur et à l'extérieur de la Syrie.
- Le Programme régional syrien (SRP) pour fournir une exposition médiatique aux conseils locaux en Syrie, l'Unité de coordination de l'assistance (ACU), en plus de rapports multimédias sur les initiatives locales à l'intérieur de la Syrie.

## Récompenses
Le journal a remporté deux prix grâce à deux de ses cofondatrices, Majd Sharbaji qui a remporté le prix Women of Courage du département d'État américain et Kholoud Waleed, qui a remporté le prix Anna-Politkovskaya 2015,.